# Ansonie dlouhoprstá
Ansonie dlouhoprstá (Ansonia longidigita) je žába z čeledi ropuchovití (Bufonidae) a rodu ansonie (Ansonia). Druh popsal americký herpetolog Robert F. Inger v roce 1960 pod stále platným vědeckým jménem Ansonia longidigita.

## Výskyt
Ansonie dlouhoprstá je endemitní druh ostrova Borneo v souostroví Velké Sundy. Typovou lokalitou se stala hora Kinabalu ve státě Sabah na severovýchodě Bornea. Jde o druh nížinných a tropických deštných lesů, s dospělci se lze setkat na zemi nebo v bylinném patře. Ansonie částečně snáší i narušená či obnovená stanoviště, byla pozorována ve starých druhotných lesích či lesích, jež byly vystaveny selektivní těžbě dřeva. Vždy však vyžaduje neznečištěné vodní zdroje. Stanoviště tohoto druhu se pohybují v nadmořské výšce od 150 metrů do 2 200 metrů nad mořem.

## Popis
Ansonie dlouhoprstá je malým a štíhlým zástupcem ropuchovitých. Ve velikosti se objevuje pohlavní dimorfismus, protože samci na délku měří 35–50 mm a samice jsou o něco mohutnější, o délce 45–70 mm. Vyznačuje se štíhlými končetinami a prsty, poměrně velkýma očima a čenichem, který přečnívá přes špičku dolní čelisti. Zbarvení kůže je tmavě hnědé, výrazné jsou vyvýšené bradavičnaté výrůstky. Ve srovnání s mnohými ropuchami se u ansonie neobjevují příušní jedové žlázy neboli parotidy. Zadní končetiny se vyznačují příčným tmavým proužkováním.
O biologii ansonie dlouhoprsté není známo velké množství informací. V mnoha ohledech zastává podobnou ekologickou úlohu jako jihoamerické ropuchy rodu atelopus, byť obě tyto žáby nejsou blíže příbuzné a ekologická podobnost vyplývá z konvergentní evoluce. Podobně jako u jiných ropuchovitých, i pro ansonii představují důležitou součást potravy mravencovití. K rozmnožování tato žába vyžaduje menší čisté potoky. Samci se zde shromažďují a z balvanů ve vodě nebo z okolní vegetace vábí samice svým vysokým trylkováním. Pulci jsou velmi malí, obyčejně méně než 15 mm dlouzí, a přizpůsobení životu v proudící vodě. Jejich tělo je krémové a zdobené černými skvrnkami.

## Ohrožení
Mezinárodní svaz ochrany přírody (IUCN) ve svém vyhodnocení stavu ohrožení z roku 2020 považuje ansonii dlouhoprstou za málo dotčený druh, a to vzhledem k velkému arálu rozšíření a předpokládané velké populaci. Celkový stav populace IUCN hodnotí jako relativně stabilní, byť k určitým lokálním poklesům dochází. Bornejské lesy jsou totiž pod silným tlakem člověka, ustupují jak těžbě dřeva, tak plantážím olejných palem. Sekundární hrozbou pro žáby je následné zanášení a znečišťování vodních toků.